# Szyroke (rejon mirhorodzki)
Szyroke (ukr. Широке) – wieś na Ukrainie, w obwodzie połtawskim, w rejonie mirhorodzkim, w hromadzie Wełyka Bahaczka. W 2001 liczyła 158 mieszkańców, wśród których 155 wskazało jako ojczysty język ukraiński, a 2 rosyjski.